# A Sane Fourth of July
A Sane Fourth of July è un cortometraggio muto del 1911. Il nome del regista non viene riportato nei credit del film che, prodotto dalla Edison, era interpretato da Marc McDermott e da Mary Fuller

## Produzione
Il film fu prodotto dalla Edison Manufacturing Company.

## Distribuzione
Distribuito dalla General Film Company, il film - un cortometraggio in una bobina - uscì nelle sale cinematografiche statunitensi il 2 giugno 1911.